# Джай Хинд
Джай Хинд (англ. Jai Hind, хинди जय हिन्द) — индийское приветствие и политический лозунг патриотического характера; изначально переводилось как «Победа Индостана», но в настоящее время употребляется часто в значениях «Да здравствует Индия», «Слава Индии» или «Привет Индии». Автором этого лозунга считается один из видных деятелей Индийского национально-освободительного движения, Чампакараман Пиллаи, а впервые этот лозунг прозвучал в 1907 году. Лозунг «Джай Хинд» обрёл популярность в эпоху борьбы Индии за независимость от Великобритании, а уже после признания независимости страны стал не только политическим лозунгом, но и боевым кличем.

## Этимология
Слово «джай» (jai) происходит от слова «джайя» (jaya) из санскрита, означающего «триумф, победа, радость, удовольствие». В частности, слово «джайя» встречается в текстах произведений, в том числе в ведической литературе (Атхарваведа, 8.50.8) и в послеведической литературе (Махабхарата).

## История
В 1907 году деятель индийского национально-освободительного движения и ярый антимпериалист Чампакараман Пиллаи впервые употребил лозунг «Джай Хинд». В 1940-е годы этот лозунг с одобрения Абида Хасана стал девизом прояпонской Индийской национальной армии. После признания независимости Индии этот лозунг стал общенациональным.
Согласно политологу Сумантре Босу, в этой фразе нет никаких религиозных подтекстов. Сама фраза при этом обрела особую популярность между 1943 и 1945 годом, когда с одобрения Субхача Чандры Боса стала приветствием у членов Индийской национальной армии. После провозглашения независимости Индии она стала уже общенациональным девизом и превратилась в общепринятую форму приветствия у индийских политических лидеров и премьер-министров: её в разное время произносили неоднократно Джавахарлал Неру, Индира Ганди, Раджив Ганди, Памулапарти Венката Нарасимха Рао и другие лидеры страны. В частности, Индира Ганди часто завершала свои выступления троекратным выкрикиванием «Джай Хинд». В середине 1990-х это приветствие стало использоваться и личным составом вооружённых сил Индии.

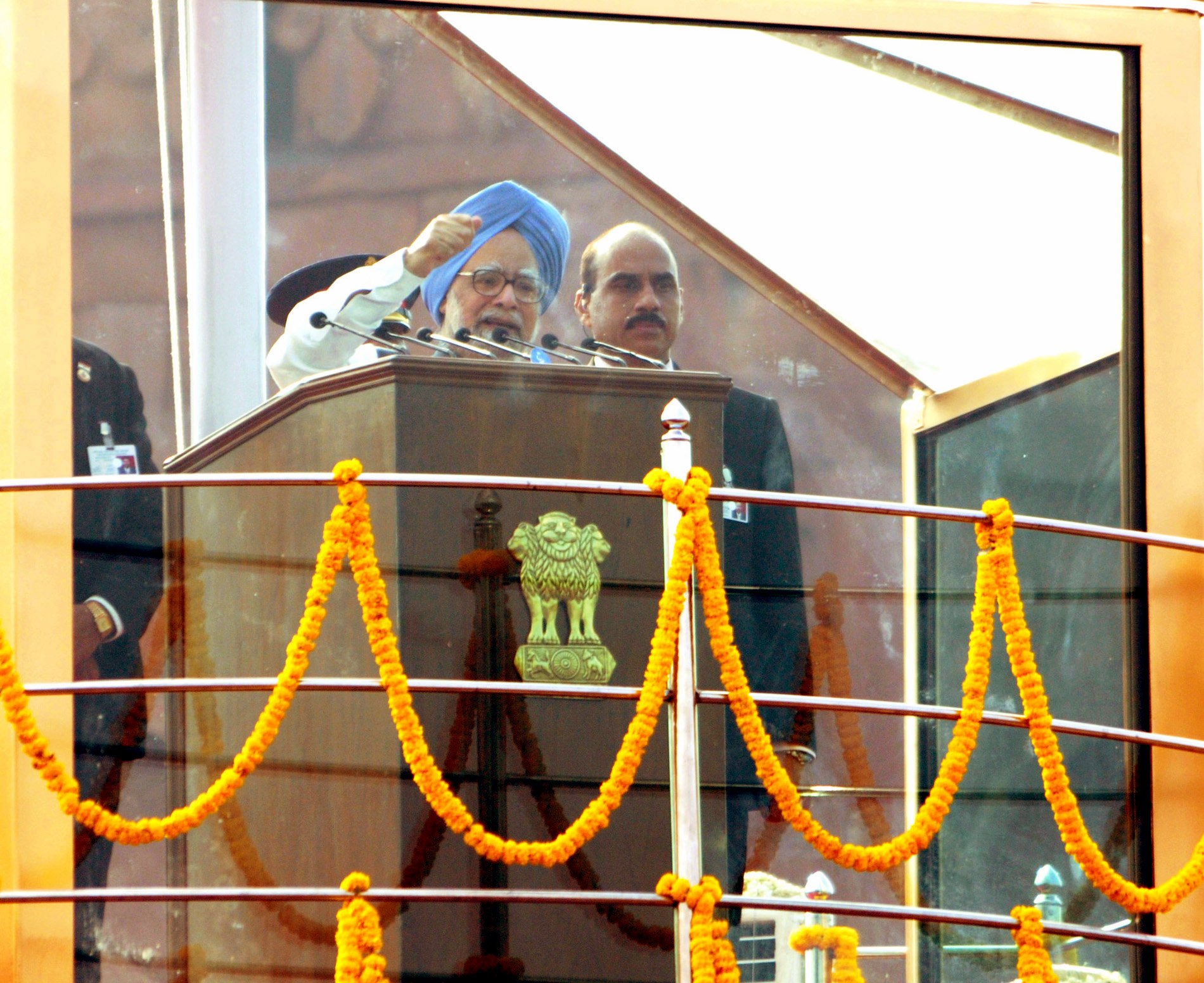
Премьер-министр Индии Манмохан Сингх выступает с речью на стенах Лал-Кила в Дели 15 августа 2010 года, скандируя «Джай Хинд»
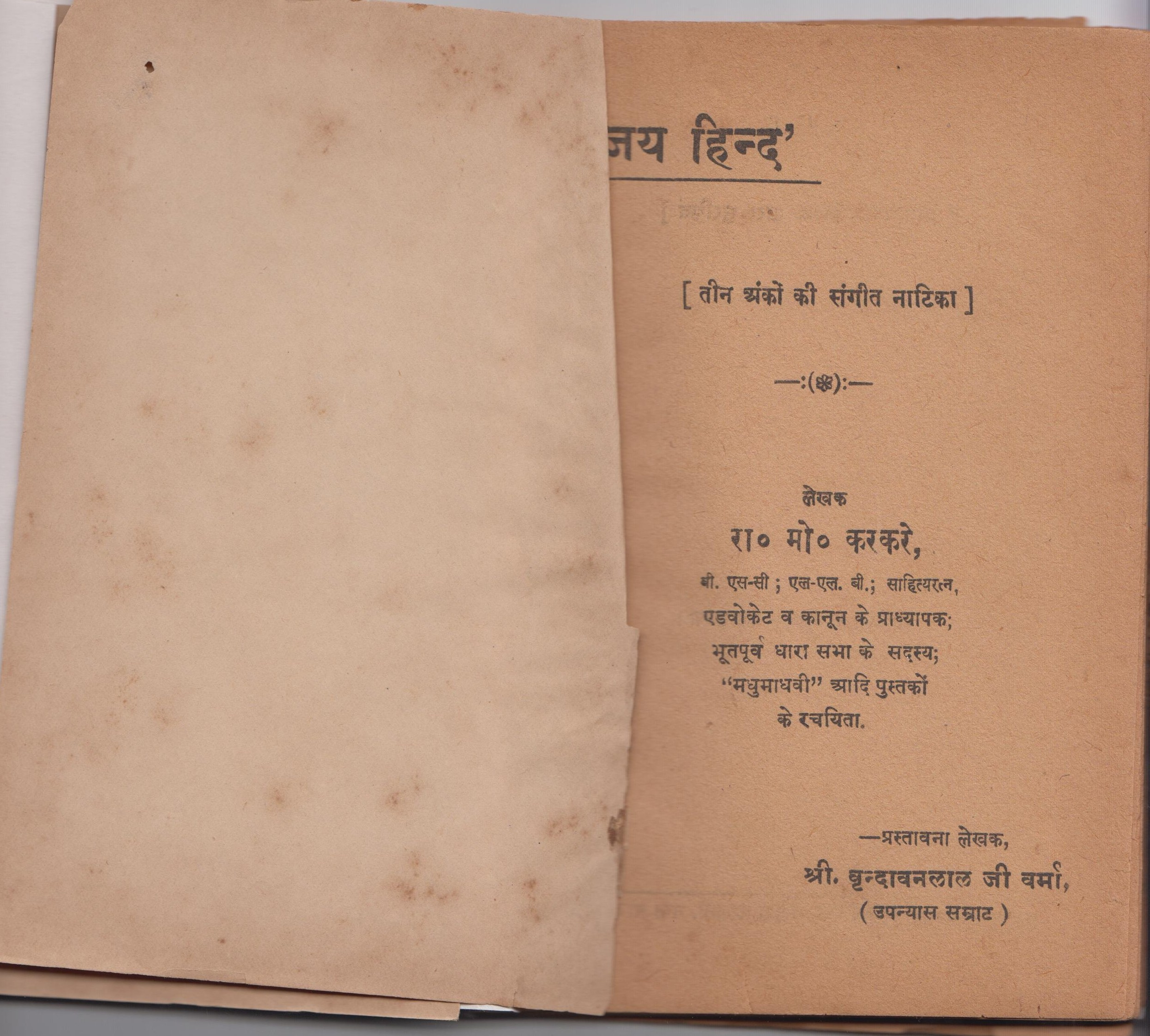
Книга «Джай Хинд» (Jai Hind), автор — Рамчандра Морешвар Каркаре (англ. Ramchandra Moreshwar Karkare), один из последователей Субхаса Чандры Боса
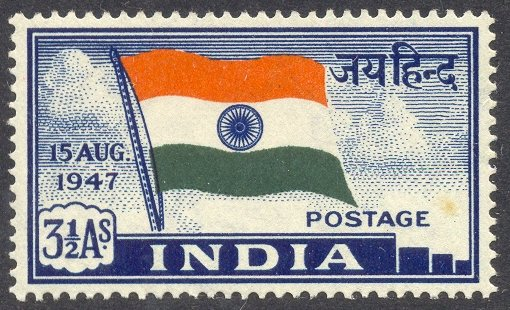
Первая почтовая марка независимой Индии, вверху справа надпись «Джай Хинд» на хинди
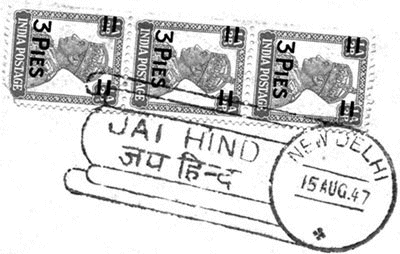
Индийская коммеморативная почтовая марка «Джай Хинд»[англ.]

## В массовой культуре
21 ноября 1947 года впервые в истории независимой Индии были выпущены первые почтовые марки: на них изображалась надпись на хинди «Джай Хинд», а сами марки имели номиналы в размере 1,5 анн, 3,5 анн и 12 анн. На этих марках изображались львиная капитель Ашоки, флаг Индии и самолёт.
Фраза встречается в патриотической песне Aye Mere Watan Ke Logo, которую в 1963 году исполнила Лата Мангешкар. Также она присутствовала в первых слоганах государственной авиакомпании Air India. В 1965 году на дебатах в Лок сабха упоминался следующий девиз: «Одна страна, один лидер, одна Индия, да здравствует Индия» (англ. One Nation, One Leader, One India, Jai Hind).
В 1947 году по случаю свадьбы британской принцессы Елизаветы и Филиппа Маунтбеттена Махатма Ганди отправил им подарок — кусочек кружева, связанного крючком из пряжи, которую сплёл он сам, с центральным мотивом «Джай Хинд».
Фраза встречается также в следующих произведениях:
- Фильм «Джай Хинд[англ.]» 1994 года (на тамильском, в главной роли Арджун Сарджа[англ.])
- Фильм «Джай Хинд» 1999 года (на хинди, режиссёр Манодж Кумар)[22]
- Комедийное шоу Jay Hind![англ.]
- Колледж Джай Хинд[англ.], Мумбаи
- Джай Хинд (газета)[англ.] — на языке гуджарати
- JaiHind TV[англ.] — телеканал на языке малаялам